# Brouillet
Brouillet is een gemeente in het Franse departement Marne (regio Grand Est) en telt 91 inwoners (2009). De plaats maakt deel uit van het arrondissement Reims.

## Geografie
De oppervlakte van Brouillet bedraagt 4,7 km², de bevolkingsdichtheid is dus 19,4 inwoners per km².
De onderstaande kaart toont de ligging van Brouillet met de belangrijkste infrastructuur en aangrenzende gemeenten.

## Demografie
Onderstaande figuur toont het verloop van het inwonertal (bron: INSEE-tellingen).